# Санта-Аполонія (станція метро)
38°42′49.50″ пн. ш. 9°7′21″ зх. д. / 38.7137500° пн. ш. 9.12250° зх. д.
С́анта-Апол́онія (порт. Santa Apolónia) — станція Лісабонського метрополітену, розташована у східній частині міста Лісабона в Португалії. Розташована на Синій лінії (або Чайки), є кінцевою. Сусідня станція — «Террейру-ду-Пасу». Станція однопрогінна  мілкого закладення, з береговими платформами. Введена в експлуатацію 19 грудня 2007 року . Перебуває у першій зоні, вартість проїзду в яку становить 0,75 євро. Назва станції походить від місцевості, де вона локалізована, — «Санта-Аполонія».

## Опис
Архітектура станції має багато спільного з архітектурою сусідньої станції «Террейру-ду-Пасу» (були відкриті в один і той же день в рамках розширення Синьої лінії у східному напрямі). Архітектор — Leopoldo de Almeida Rosa, художні роботи виконав — José Santa-Bárbara. Станція має центральний вестибюль, розташований під землею, та має три виходи на поверхню (один з них з'єднує з однойменним залізничним вокзалом), а також ліфт для людей з фізичним обмеженням. Це одна з найсучасніших станцій метро у місті, яку було відкрито через 11 років після початку будівництва. Початковий проект передбачав відкриття станції ще до EXPO'98. Ця затримка головним чином була пов'язана із рівнем ґрунтових вод нижньої частини міста. У 2000 році, коли закінчення об'єкта планувалось у трирічний термін, у тунелях почала з'являтись вода в загрозливих кількостях, що і спричинило відставання від графіку.

## Режим роботи[5]
Відправлення першого поїзду відбувається з кінцевих станцій лінії:
- ст. «Амадора-Еште» — 06:30
- ст. «Санта-Аполонія» — 06:30

Відправлення останнього поїзду відбувається з кінцевих станцій лінії:
- ст. «Амадора-Еште» — 01:00
- ст. «Санта-Аполонія» — 01:00

## Галерея зображень

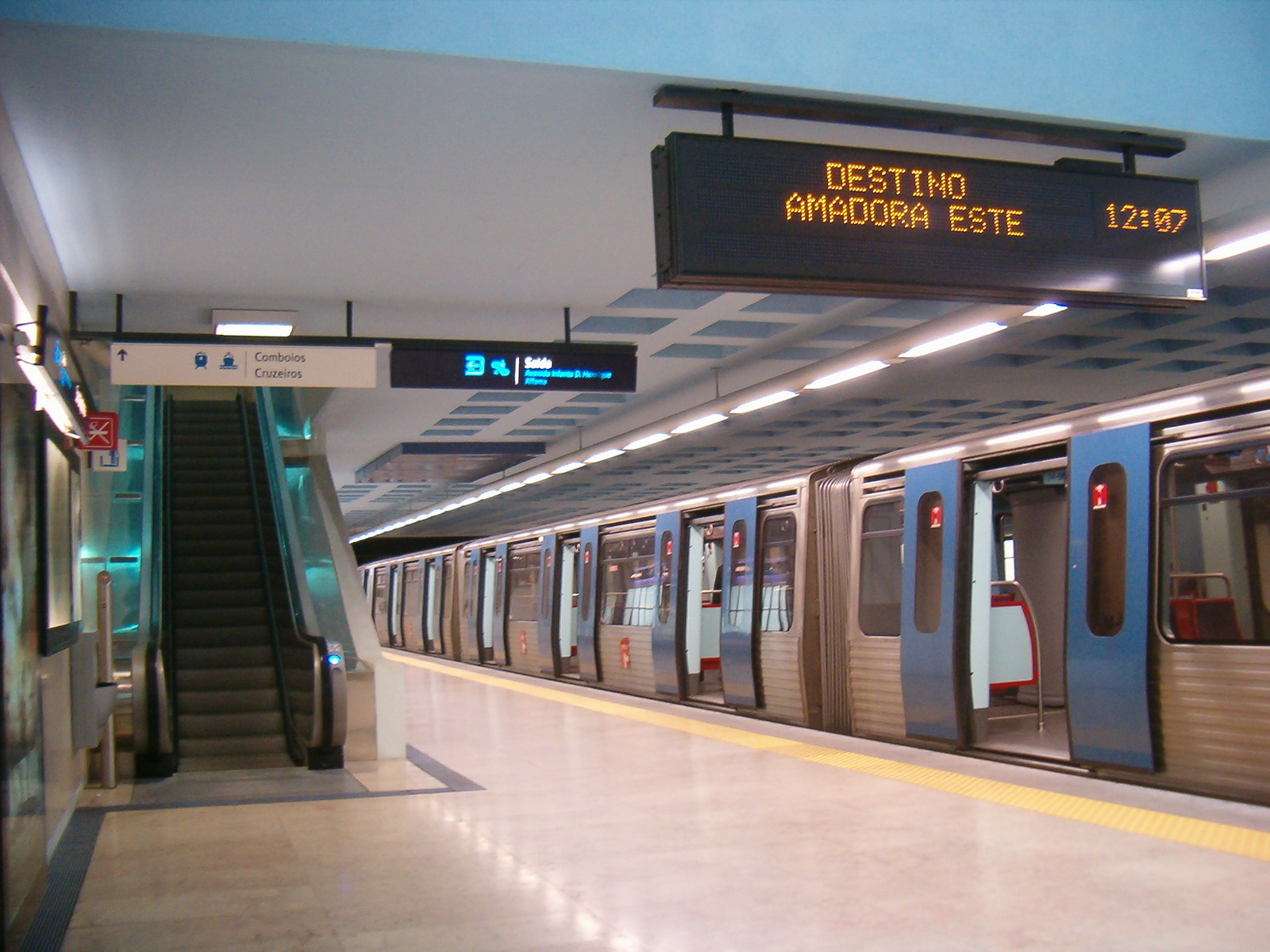
Зупинений поїзд на станції
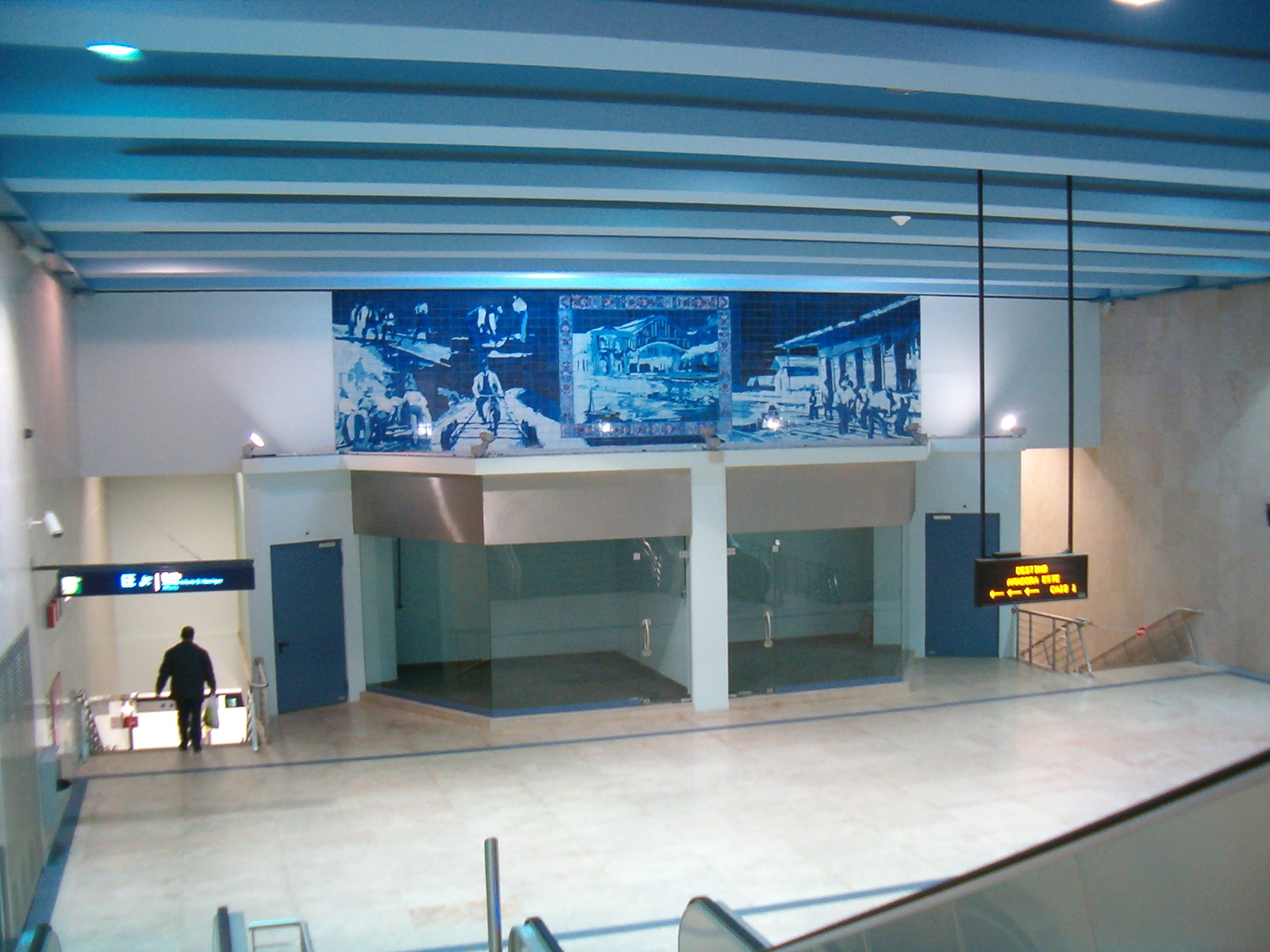
Декорація рівня між вестибюлем та посадковими платформами
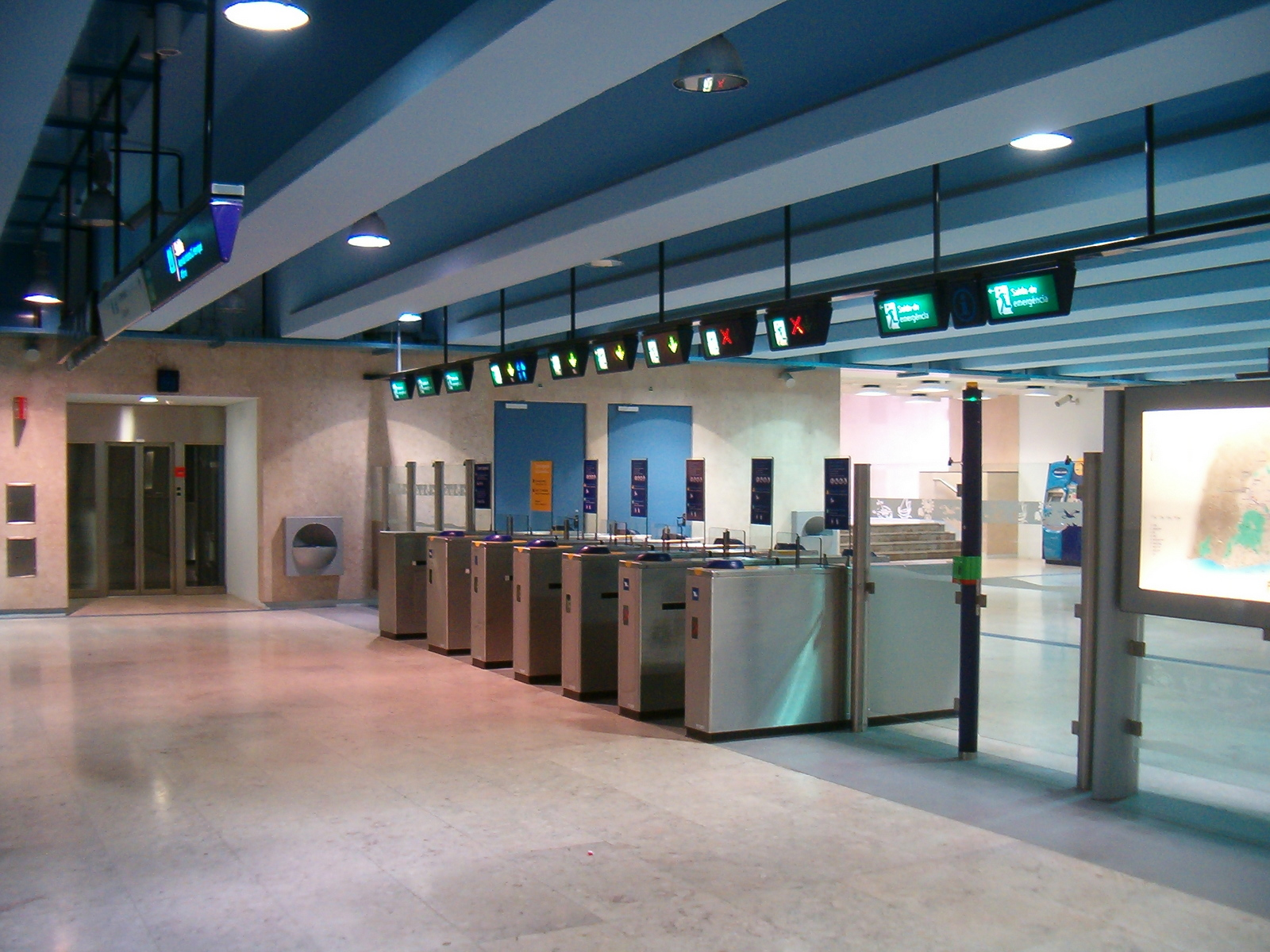
Пропускні турнікети у вестибюльній частині станції
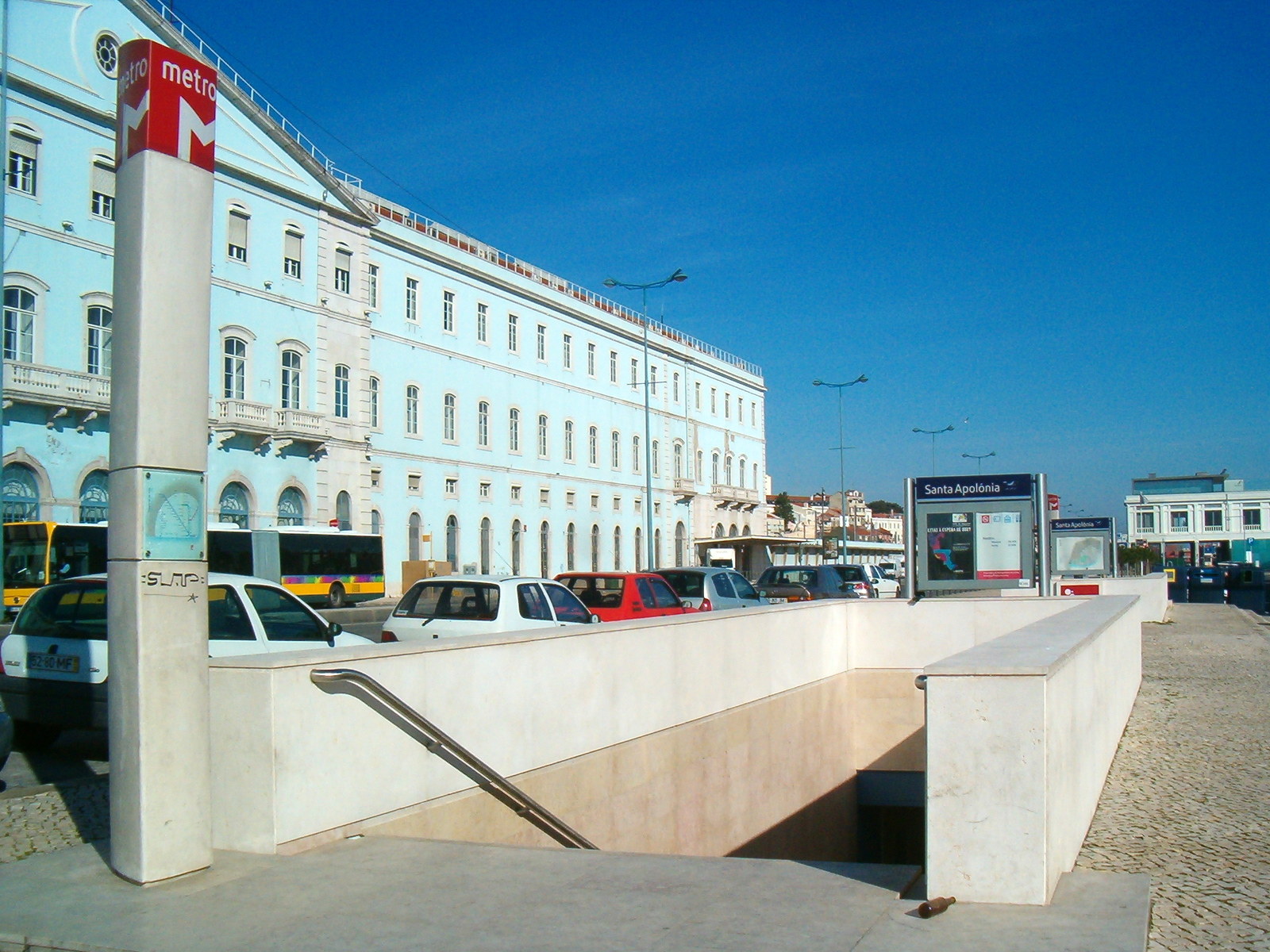
Вхід до станції з вулиці